# Hoploscopa isarogensis
Hoploscopa isarogensis is een vlinder uit de familie van de grasmotten (Crambidae), uit de onderfamilie van de Hoploscopinae. De wetenschappelijke naam van deze soort is voor het eerst gepubliceerd in 2020 door Théo Léger en Matthias Nuss.
De voorvleugellengte varieert van 7 tot 9,5 millimeter.
De soort komt voor in de Filipijnen (Luzon en Mindoro) tot een hoogte van 1150 meter.